# Josef Páleníček
Josef Páleníček (ur. 19 lipca 1914 w Travniku, zm. 7 marca 1991 w Pradze) – czeski kompozytor i pianista.

## Życiorys
Debiutował publicznie jako pianista w wieku 11 lat. Studiował w Konserwatorium Praskim u Karela Hoffmeistera (fortepian), Otakara Šína i Vítězslava Nováka (kompozycja). W latach 1933–1938 studiował też prawo na praskim Uniwersytecie Karola. Od 1936 do 1937 roku uczył się w École normale de musique w Paryżu u Dirana Alexaniana i Pierre’a Fourniera, pobierał też prywatnie lekcje kompozycji u Alberta Roussela. W 1934 roku wspólnie z Alexandrem Plockiem i Františkiem Smetaną założył Trio Smetany, przemianowane później na Trio Czeskie. Od 1935 roku prowadził regularną działalność koncertową. Był solistą filharmonii w Pradze (od 1949) i w Ołomuńcu (od 1957). Od 1963 roku był wykładowcą Akademii Sztuk Scenicznych w Pradze. Odznaczony został tytułem Artysty narodowego oraz nagrodą państwową.
Jako pianista wykonywał utwory kompozytorów czeskich (Smetana, Janáček, Martinů), a także m.in. Beethovena, Chopina, Debussy’ego, Musorgskiego i Prokofjewa.

## Wybrane kompozycje
(na podstawie materiałów źródłowych)

### Utwory orkiestrowe
- Concertino (1937–1945)
- I Koncert fortepianowy (1940)
- Koncert saksofonowy (1943)
- II Koncert fortepianowy (1952)
- Koncert fletowy (1955)
- Concertino da camera na klarnet i orkiestrę (1957)
- III Koncert fortepianowy (1961)
- Wariacje symfoniczne na temat wyimaginowanego portretu Ilii Erenburga (1971)
- Koncert wiolonczelowy (1973)
- Sinfonietta na smyczki (1977)

### Utwory kameralne
- Kwintet fortepianowy (1933)
- Preludium a capriccio na skrzypce i fortepian (1935)
- Sonata na klarnet i fortepian (1936)
- Wariacje chorałowe na wiolonczelę i fortepian (1942)
- Malá suita na klarnet i fortepian (1942)
- Kwartet smyczkowy (1954)
- Masky na saksofon i fortepian (1957)
- Suita piccola na skrzypce i fortepian (1958)
- Wariacje na wiolonczelę i fortepian (1972)
- Rondo concertante na wiolonczelę i fortepian (1972)
- Suita in modo antico na wiolonczelę i fortepian (1973)
- Koncertní etudy na kontrabas i fortepian (1975)
- Immagini na flet, kontrabas, klarnet, fortepian i perkusję (1976)
- Tre concertini na klarnet i fortepian (1977)

### Utwory sceniczne
- oratorium Piseň o člověku (1961)
- balet Kytice (1980–1982)